# Arquidiocese de Coro
A Arquidiocese de Coro (Archidiœcesis Corensis) é uma circunscrição eclesiástica da Igreja Católica situada em Coro, Venezuela. Seu atual arcebispo é Mariano José Parra Sandoval. Sua Sé é a Catedral Basília de Santa Ana de Coro.
Possui 42 paróquias servidas por 63 padres, contando com 681 000 habitantes, com 79,9% da população jurisdicionada batizada (544 000 batizados).

## História
Uma primeira vez Coro foi diocese entre 21 de junho de 1531 a 20 de julho de 1637, quando a Sé dessa diocese da Venezuela foi transferida para Santiago de León de Caracas. Em seguida essa diocese assumiu o nome de Arquidiocese de Caracas.
A atual diocese de Coro foi erigida em 12 de outubro de 1922 pela bula Ad munus do Papa Pio XI, recebendo o território da Arquidiocese de Barquisimeto. Era originalmente sufragânea da Arquidiocese de Maracaibo.
Em 12 de julho de 1997 cedeu uma parte do seu território em vantagem da ereção da Diocese de Punto Fijo.
Em 23 de novembro de 1998 foi elevada à dignidade de arquidiocese metropolitana pela bula Usque omnium do Papa João Paulo II.

## Prelados
|            | Nome                                      | Período    | Notas                                  |
| Arcebispos | Arcebispos                                | Arcebispos | Arcebispos                             |
| ---------- | ----------------------------------------- | ---------- | -------------------------------------- |
| 3º         | Víctor Hugo Basabe                        | 2023-      | Atual                                  |
| 2º         | Mariano José Parra Sandoval               | 2016-2023  |                                        |
| 1º         | Roberto Lückert León                      | 1998-2016  |                                        |
| Bispos     |                                           |            |                                        |
| 4º         | Roberto Lückert León                      | 1993-1998  |                                        |
| 3º         | Ramón Ovidio Pérez Morales                | 1980-1992  | Nomeado Arcebispo de Maracaibo         |
| 2º         | Francisco José Iturriza Guillén, S.D.B. † | 1939-1980  |                                        |
| 1º         | Lucas Guillermo Castillo Hernández †      | 1923-1939  | Nomeado Arcebispo-coadjutor de Caracas |